# Hans Slunecko
Hans Slunecko (* 6. Februar 1968) ist ein ehemaliger österreichischer Fußballspieler und nunmehriger -trainer.

## Karriere

### Als Spieler
Slunecko spielte bis 1990 für den SC Wacker Wien. Zur Saison 1990/91 wechselte er zum Zweitligaaufsteiger SR Donaufeld Wien. Mit Donaufeld konnte er in jener Saison als Zweiter des „Abstiegs-Playoffs“ den Klassenerhalt fixieren. Nach einer Saison bei Donaufeld schloss er sich zur Saison 1991/92 dem Erstdivisionär First Vienna FC an. Im Juli 1991 debütierte er für die Vienna in der 1. Division, als er am ersten Spieltag jener Saison gegen den Kremser SC in der Startelf stand. Nachdem man sich zur Winterpause auf dem vorletzten Tabellenrang befunden hatte, musste er mit dem Verein ins „Mittlere Playoff“. Dort verfehlte man als Tabellenfünfter den Klassenerhalt und musste somit in die 2. Division absteigen. In seiner ersten Saison bei der Vienna kam er insgesamt zu 18 Einsätzen in der 1. Division sowie zwölf Einsätzen im Playoff, in denen er ohne Torerfolg blieb.
Nach dem Abstieg der Wiener wechselte er zur Saison 1992/93 zunächst leihweise zum erstklassigen LASK. Für die Oberösterreicher absolvierte Slunecko zwölf Spiele in der 1. Division, in denen er ohne Treffer blieb. Nach wenigen Monaten in der oberösterreichischen Landeshauptstadt kehrte er während der laufenden Saison im Oktober 1992 zur Vienna zurück. Nach seiner Rückkehr erzielte er im April 1993 bei einem 2:0-Sieg gegen den LUV Graz seinen ersten Treffer für die Wiener. Bis Saisonende kam er zu 18 Einsätzen für den Verein im Abstiegsplayoff, das man allerdings als Tabellenerster beendete.
In der Saison 1993/94 kam er in 20 Zweitligaspielen für die Vienna zum Einsatz und konnte dabei zwei Tore erzielen. Zu Saisonende lag er mit dem Verein auf dem sechsten Tabellenplatz in der 2. Division. In der darauffolgenden Saison 1994/95 absolvierte Slunecko 26 Spiele in der zweithöchsten Spielklasse und erzielte dabei einen Treffer. Die Vienna befand sich zu Saisonende auf dem dritten Tabellenrang, der Rückstand auf den Tabellenzweiten und somit den Teilnehmer an der Aufstiegsrelegation SV Ried betrug sechs Punkte. In der Saison 1995/96 kam er auf 23 Einsätze in der 2. Division, in denen er ohne Treffer blieb. Wie in der Vorsaison beendete er die Saison mit der Vienna auf dem dritten Platz.
Im August 1996 erzielte er bei einem 5:0-Sieg gegen den Favoritner AC seinen ersten Doppelpack für die Vienna. In seiner letzten Saison für den Verein absolvierte er 25 Spiele und erzielte dabei acht Saisontore; so viele waren ihm zuvor noch nie in einer Saison gelungen. Zu Saisonende lag man ein drittes Mal in Folge auf dem dritten Rang, diesmal betrug der Rückstand auf den Zweiten SK Vorwärts Steyr jedoch nur zwei Zähler. Nach sechs Saisonen bei der Vienna wechselte er zur Saison 1997/98 zum Regionalligisten SC Untersiebenbrunn. Mit den Niederösterreichern konnte er in jener Saison Meister der Regionalliga Ost werden, in der Relegation um den Aufstieg scheiterte man jedoch nach einem Sieg und einem Remis am FC Austria/VSV.
Zur Saison 1998/99 wechselte Slunecko zum Ligakonkurrenten Floridsdorfer AC. In seinem halben Jahr beim FAC kam er in 15 Regionalligaspielen zum Einsatz und konnte dabei einen Treffer erzielen. In der Winterpause jener Saison wechselte er weiter zum Ligakonkurrenten SC Eisenstadt. Für die Burgenländer kam er in 15 Spielen zum Einsatz und erzielte dabei zwei Tore, jedoch musste er mit dem Verein zu Saisonende als Vorletzter aus der Regionalliga absteigen, auf den Klassenerhalt hatten dem Verein aus der burgenländischen Landeshauptstadt zwei Punkte gefehlt.
Nach dem Abstieg schloss sich Slunecko zur Saison 1999/2000 dem Regionalligisten ASK Kottingbrunn an. In seiner ersten Saison für die Niederösterreicher kam er in 29 von 30 Saisonspielen zum Einsatz und erzielte dabei ein Tor. Zu Saisonende belegte er mit dem Verein den zehnten Tabellenrang. Nach einem weiteren halben Jahr bei Kottingbrunn wechselte er im Jänner 2001 zum fünftklassigen SKN St. Pölten. Mit St. Pölten konnte er zu Ende der Saison 2000/01 in die Landesliga aufsteigen. In der ersten Saison des SKN in der Landesliga absolvierte Slunecko 21 Spiele, in denen er zwölf Tore erzielen konnte. Zu Saisonende stieg er mit dem Verein als Meister der Landesliga erneut auf und erreichte somit den Durchmarsch von der 2. Landesliga in die Regionalliga.
Nach dem Aufstieg in die Regionalliga wechselte er zur Saison 2002/03 zum fünftklassigen SC Neunkirchen. Nach einer Saison bei Neunkirchen schloss er sich zur Saison 2003/04 den viertklassigen Amateuren des SK Rapid Wien an, für die er eine Saison lang aktiv war. Zur Saison 2004/05 wechselte er zum SV Großweikersdorf. In weiterer Folge setzte sich Slunecko teilweise bei seinen Trainerstationen selbst ein, so tat er es beim SC Ostbahn XI, dem SV Würmla und dem FV Austria XIII. Zudem spielte er noch bis zu seinem Karriereende 2011 für die unterklassigen Vereine FC Illmitz, ASV Statzendorf, FC Vienna Celtics, ASK Schlöglmühl, SVR Wolfersberg und den UFC St. Peter/Wechsel.

### Als Trainer
Slunecko übernahm im Oktober 2004 den viertklassigen SC Ostbahn XI als Trainer. Seine erste Saison als Chefcoach der Wiener beendete er mit dem Verein auf dem siebten Rang in der Wiener Stadtliga. Im Oktober 2005 trennte sich Ostbahn von Slunecko.
In der Rückrunde der Saison 2005/06 trainierte er den viertklassigen IC Favoriten. Mit Favoriten beendete er jener Saison auf dem siebten Tabellenrang. Zur Saison 2006/07 wurde er Trainer des Regionalligisten SV Würmla. In seinen beiden Saisonen als Trainer der Niederösterreicher konnte er mit den Plätzen zwölf und sieben jeweils den Klassenerhalt mit dem Verein fixieren. Nach der Saison 2007/08 verließ er Würmla.
In der Winterpause der Saison 2009/10 wurde er Trainer des viertklassigen Rennweger SV 1901, den er bis zum Ende jener Saison trainierte. Zur Saison 2011/12 übernahm er den FV Austria XIII. Nach fast zwei Jahren als Trainer von Austria XIII trat er im Mai 2013 von seinem Posten zurück. Zur Saison 2013/14 übernahm er die viertklassigen Amateure des Zweitligisten First Vienna FC, für den er bereits als Spieler aktiv gewesen war. Mit Vienna II musste er zu Saisonende durch den Abstieg der Profis zwangsweise auch aus der Stadtliga absteigen. Im Juni 2014 wurde er Cheftrainer der nun drittklassigen ersten Mannschaft der Vienna. Im April 2015 wurde Slunecko durch Andreas Lipa ersetzt, die Wiener befanden sich zu jenem Zeitpunkt nach 24 Spieltagen auf dem vierten Tabellenrang.
Zur Saison 2015/16 wurde er Trainer des fünftklassigen FC Karabakh Wien. Mit dem Verein konnte er zu Saisonende als Meister der 2. Landesliga in die Wiener Stadtliga aufsteigen. Trotz des Aufstieges wurde er im Juni 2016 durch Volkan Kahraman ersetzt. Im Juli 2017 wurde er Co-Trainer der drittklassigen Amateure des FK Austria Wien. Zu Saisonende stieg er mit den Amateuren der Austria in die 2. Liga auf. Nach dem Aufstieg verließ er die Austria.
Im August 2018 wurde er Trainer des viertklassigen ASV Spratzern. In der Winterpause der Saison 2018/19 wurde er durch Amir Bradaric ersetzt.